# Beborn Beton
Beborn Beton ist eine Elektropop-Band aus Deutschland.

## Bandgeschichte
Beborn Beton wurden 1989 von Michael B. Wagner (Musik) und Stefan Tillmann (Musik) gegründet und kurze Zeit später durch Stefan Netschio (Text und Gesang) ergänzt. Durch erste Tapeveröffentlichungen (1989–1992), über Samplerbeiträge (seit 1991) und einer Vielzahl an Livegigs erspielten sie sich schnell eine beträchtliche Fangemeinde.
Dies führte 1993 zum Plattendeal bei dem Dortmunder Label Subtronic, die das Debüt Tybalt mit der Auskoppelung Twisted und zwei Jahre später Concrete Ground herausbrachten.
Wegen künstlerischer Differenzen trennte sich Beborn Beton 1996 von dem Label und wagte mit Strange Ways Records einen Neuanfang. Der Erfolg der dritten Beborn Beton Scheibe Nightfall übertraf die Erwartungen der Band bei weitem.
Ein Jahr später wurde der Erfolg mit dem Album Truth noch einmal übertroffen, mit dem man die ausgetretenen Independent-Pfade verließ und melancholische Pop-Hymnen schuf. 1999 erschien das Album Fake, auch dieses war erfolgreich.
Seitdem widmeten sich die Künstler einem Remixprojekt. Wenn auch die musikalische Arbeit in diesem Fall zum größten Teil von anderen Musikern erbracht wurde, wurde das Projekt doch von der Band selbst organisiert und vorbereitet. So mussten z. B. für einige Stücke der Gesang neu aufgenommen und Samples bereitgestellt werden. Zum anderen wurden im Gegenzug Remixe für viele der beteiligten Bands angefertigt.
Im Mai 2002 erschien in den USA bei WTII Records eine mit weiteren Remixen angereicherte Best-of-Doppel-CD, die erste Veröffentlichung in den USA. Begleitet wurde die Ausgabe von einer vierwöchigen Tournee durch 15 Städte, von der Ost- (Miami) bis zur West-Küste (Seattle).
2015 erschien das Album A Worthy Compensation beim Label Dependent, welches international positive Kritik erfuhr. Erstmals erschien auch eine limitierte Vinylausgabe als „Complete“-Version, bestehend aus einem Farbbooklet sowie zwei LPs und zwei CDs.
Ein Jahr später wurde die Single She Cried aus dem Album als 7-Track-EP veröffentlicht.

## Diskografie
- 1993 Tybalt (Label: Subtronic)
- 1993 Twisted (Label: Subtronic)
- 1994 Concrete Ground (Label: Subtronic)
- 1996 Nightfall (Label: Strange Ways)
- 1997 Tybalt – Re-Release (Label: Dark Star)
- 1997 Truth (Label: Strange Ways)
- 1997 Another World (Label: Strange Ways)
- 1998 Concrete Ground – Re-Release (Label: Strange Ways)
- 1999 Poison (Label: Strange Ways)
- 1999 Fake (2 CD; Label: Strange Ways)
- 2000 Rückkehr zum Eisplaneten (Label: Strange Ways)
- 2002 Tales from another world (2 CD) (Label: Wtii, LLC)
- 2015 A Worthy Compensation (CD or 2CD/2LP) (Label: Dependent)
- 2016 She Cried EP (CD or 1LP) (Label: Dependent)
- 2023 Darkness Falls Again (CD or LP or 2CD Artbook)

## Remixe für andere Künstler angefertigt von Beborn Beton
- Apoptygma Berzerk – Kathy’s Song
- Infam – Limbo
- Claire Voyant – Majesty
- Funker Vogt – Under Deck
- Cleen (Beborn Beton) – The Voice
- De/Vision – Your Hands on My Skin
- Clan of Xymox – Something Wrong
- Camouflage – I Can’t Feel You
- In Strict Confidence – Seven Lives
- Wolfsheim – Approaching Lightspeed
- Virtual Server – The Earth (featuring Reagan Jones of Iris)
- Technoir – Manifesto
- Technoir – All in My Head
- Purwien – Alle Fehler (featuring Joachim Witt)
- Helalyn Flowers – DGTal Blood
- Purwien – So kalt
- James D. Stark – Ready
- Lyronian – Life is a Show
- Ad Inferna – Vertige
- Minerve – My Universe
- Parralox – Moonwalking
- Zynic – Dreams in Black and White
- The Mystic Underground – Pride Of St. Mark’s
- Weareoff – Chymera
- The New Division – Honest
- Diskodiktator – Inte så svårt
- Blitzmaschine – Uncontrollable
- SITD – Dunkelziffer
- Love? – I Walk Alone
- The Gothsicles – Give Me One More Chance to Get the High Score, Then We Can Go
- The Gothsicles – Sword Cane
- Rroyce – Who needs?
- Halo Effect – Alone
- Adam is a girl – Salt
- Zynic – Side Effects
- Torul – Explain
- Torul – The Sooner The Better
- Solitary Experiments – Crash & Burn
- Blaklight – Nightmares
- Rohn-Lederman – It Hurts!
- Presence Of Mind – Lonely Like Me
- The Mystic Underground – The Lonely Ones
- KY – Grey Room
- unitcode:machine – Cold
- Unify Separate – Dying On The Vine
- Chiasm – Chasing Butterflies